# Ocupación de Mongolia
La ocupación de Mongolia Exterior por el Gobierno de Beiyang de la República de China después de la revocación de la autonomía de Mongolia Exterior (en chino tradicional, 外蒙古撤治) comenzó en octubre de 1919 y duró hasta el 18 de marzo de 1921, cuando las tropas chinas en Ulán Bator fueron derrotadas por el Ejército Blanco (buriatos, rusos, etc.) y mongoles del barón Roman von Ungern-Sternberg. Estos, a su vez, fueron derrotados por el Ejército Rojo y sus aliados mongoles en junio de 1921.
Aunque el Gobierno de Beiyang abolió la autonomía del Kanato de Mongolia en Mongolia Exterior y luego amplió su ocupación para incluir el Krai de Urianjái (Tuvá), no pudo consolidar su dominio sobre ambas regiones.

## Antecedentes
En diciembre de 1911, durante la Revolución de Xinhai, Mongolia Exterior declaró su independencia de la dinastía Qing en la Revolución mongola de 1911 . Mongolia se convirtió de facto en una monarquía teocrática absoluta dirigida por Bogd Khan. Sin embargo, la recién establecida República de China reclamó la herencia de todos los territorios en poder de la dinastía Qing y consideró a Mongolia Exterior como parte de su territorio. Esta reivindicación estaba prevista en el edicto imperial de abdicación del emperador Qing firmado por la emperatriz viuda Longyu en nombre del emperador Xuantong, de seis años de edad: "[...] la continuidad de la integridad territorial de las tierras de los cinco razas manchú, han, mongol, hui y tibetana en una gran República de China". La Constitución provisional de la República de China adoptada en 1912 estableció específicamente las regiones fronterizas de la nueva república, incluida Mongolia Exterior, como partes integrales del estado.
En el acuerdo tripartito de Kiajta de 1915, el Imperio ruso (que tenía intereses estratégicos en la independencia de Mongolia pero no quería alienar completamente a China), la República de China y el Kanato de Mongolia acordaron que Mongolia Exterior era autónoma bajo la suzeranía china. Sin embargo, en los años siguientes la influencia rusa en Asia decayó debido a la Primera Guerra Mundial y, posteriormente, la Revolución de Octubre . Desde 1918, Mongolia Exterior estaba amenazada por la guerra civil rusa, y en el verano de 1918 pidió ayuda militar china, lo que llevó al despliegue de una pequeña fuerza en Urga. Grigory Semyonov lideró a los buriatos y a los mongoles interiores a encabezar un plan para crear un estado panmongol. Mientras tanto, algunos aristócratas mongoles estaban cada vez más insatisfechos con su marginación a manos del gobierno teocrático lamaísta y, provocados también por la amenaza de independencia de Mongolia Exterior del movimiento panmongolista de Grigory Semyonov en Siberia, estaban dispuestos a aceptar el dominio chino en 1919. Según un despacho de Associated Press, algunos jefes mongoles firmaron una petición pidiendo a China que retomara la administración de Mongolia y pusiera fin a la autonomía de Mongolia Exterior. Como se oponían a Bogd Khan y sus clérigos, los nobles mongoles acordaron abolir la autonomía mongola y reunirse con China en virtud de un acuerdo con 63 estipulaciones firmado con Chen Yi ( Chinese ) en agosto-septiembre de 1919. La iniciativa panmongolista de Grigory Semyonov liderada por buriatos y mongoles interiores fue rechazada por los nobles mongoles Jalijas de Urga, por lo que los nobles Khalkha aseguraron a los chinos bajo Chen Yi que estaban en contra. El gobierno mongol permitió la perspectiva de poner fin a la autonomía mongol y tener tropas chinas estacionadas en Niialel Khuree, Altanbulag, Uliyasutai y Khovd en respuesta al movimiento panmongol de Buriatia respaldado por Japón.
Aliado del gobierno chino, el líder Lama budista Monguor Gelugpa, nacido en Qinghai, Sexto Janggiya Khutughtu, estaba en contra de la autonomía de Mongolia Exterior.

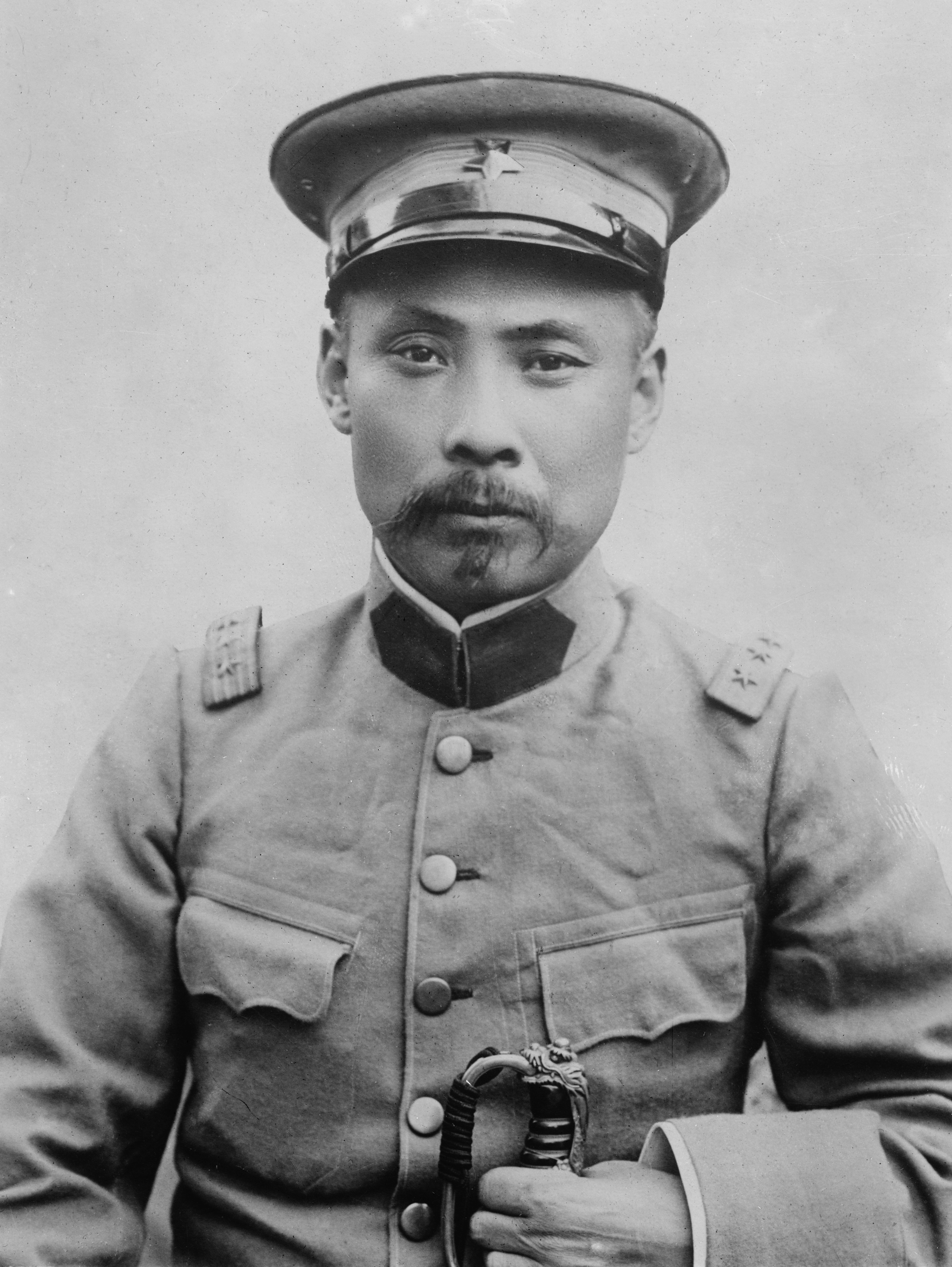
Duan Qirui

La invasión de Mongolia fue idea del primer ministro chino Duan Qirui, quien diseñó la entrada de China en la Primera Guerra Mundial . Obtuvo varios préstamos importantes del gobierno japonés, incluidos los préstamos Nishihara. Usó el dinero para crear el Ejército de Participación en la Guerra, aparentemente para luchar contra las potencias centrales. Sus rivales sabían que el propósito del ejército era en realidad aplastar la disidencia interna. Existía fuera del Ministerio del Ejército y estaba controlado por la Oficina de Participación en la Guerra, que él dirigía, y su personal estaba enteramente compuesto por su camarilla de Anhui. El presidente Feng Guozhang, rival de Duan, no tenía control, a pesar de ser constitucionalmente comandante en jefe. Cuando la guerra terminó sin que un solo soldado pusiera un pie en el extranjero, sus críticos exigieron la disolución del Ejército de Participación en la Guerra. Duan tuvo que encontrar un nuevo propósito para su ejército. Se eligió Mongolia por varias razones:
- Los enviados de Duan a la Conferencia de Paz de París de 1919 no pudieron evitar que la concesión alemana en Shandong (territorio arrendado de la bahía de Kia Chau) fuera transferida a Japón, lo que provocó que el Movimiento nacionalista chino del 4 de Mayo atacara sus políticas. Su reputación de patriota quedó desacreditada. La reintegración de Mongolia revertiría la situación.
- La Guerra de Protección Constitucional se libró hasta un punto muerto sangriento en Hunan . Utilizar su ejército para otro intento arriesgado de recuperar el sur de China de manos de los rebeldes no era deseable.
- La guerra civil rusa dejó a Mongolia sin protector extranjero. Una victoria fácil aumentaría la estatura de Duan.
- El antiguo primer ministro de Mongolia, Shirindambyn Namnansüren, murió en abril de 1919 y dejó a la élite gobernante del país profundamente dividida sobre un sucesor. Algunos de los príncipes de Mongolia, así como sus chinos han, buscaron la reunificación con China.

## Invasión

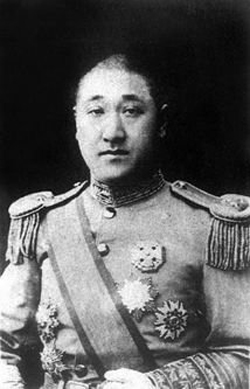
Xu Shuzheng

El líder de la camarilla pro-japonesa  de Anhui, Xu Shuzheng, dirigió la ocupación militar de Mongolia en violación del acuerdo de Chen Yi firmado con los nobles mongoles porque quería utilizar Mongolia como su propio feudo. La camarilla de Anhui también era conocida como grupo Anfu. Algunos autores creen que Japón sobornó al Club Anfu para implementar en Mongolia las estrategias de Japón.
El Ejército de Participación en la Guerra pasó a llamarse Ejército de la Frontera Noroeste. Duan le dio el control a su mano derecha, Xu Shuzheng, miembro de la camarilla projaponesa Anhui en el gobierno chino. Anunciaron que la expedición fue por invitación de varios príncipes mongoles para proteger a Mongolia de las incursiones bolcheviques . Se suponía que comenzaría en julio de 1919, pero el tren se averió. En octubre, Xu lideró un grupo de vanguardia de 4.000 personas que rápidamente capturó Urga sin resistencia. Otros 10.000 soldados siguieron para ocupar el resto del país. La exitosa invasión fue recibida con elogios en toda China, incluso por parte del gobierno sureño rival de Sun Yat-sen, aunque el telegrama de Sun podría interpretarse con sarcasmo. Se supone que los japoneses fueron quienes ordenaron a los señores de la guerra chinos pro japoneses ocupar Mongolia para detener un posible desbordamiento revolucionario de los revolucionarios rusos hacia Mongolia y el norte de China.; Una vez que los chinos completaron la ocupación, los japoneses los abandonaron y los dejaron solos. Estos datos no están confirmados por documentos de archivo que indican que la ocupación de Mongolia Exterior fue una iniciativa del gobierno chino liderado por Anhiu causada por el debilitamiento de Rusia por la revolución y la guerra civil. Manlaibaatar Damdinsüren dijo: "Puedo defender a Mongolia de China y la Rusia Roja".

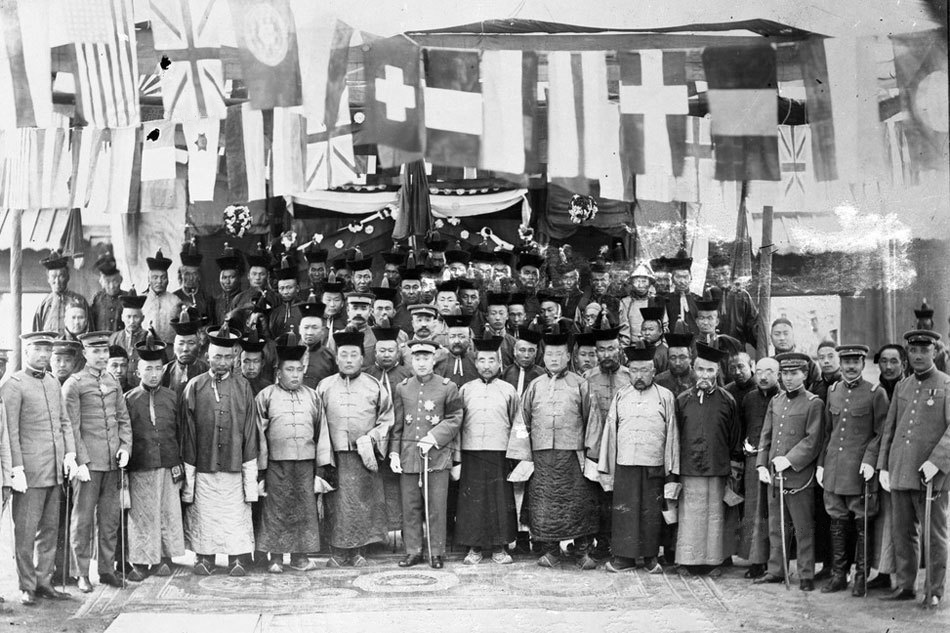
Xu Shuzheng y los mongoles Noyons en Khüree

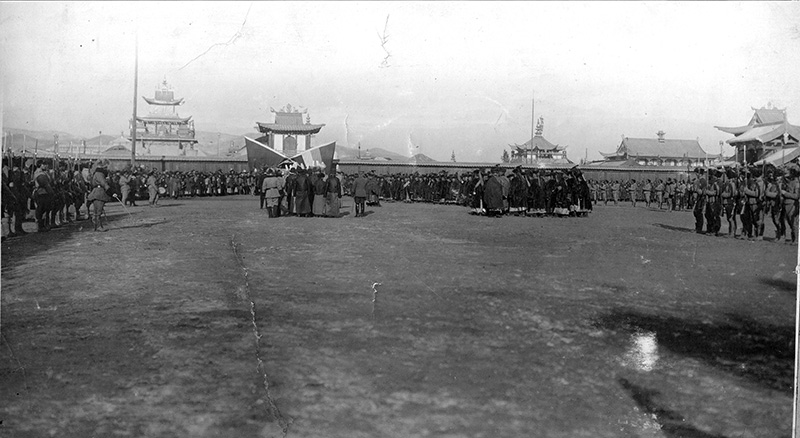
Ceremonia de destrucción de la autonomía de Mongolia en 1920, frente al Palacio Amarillo

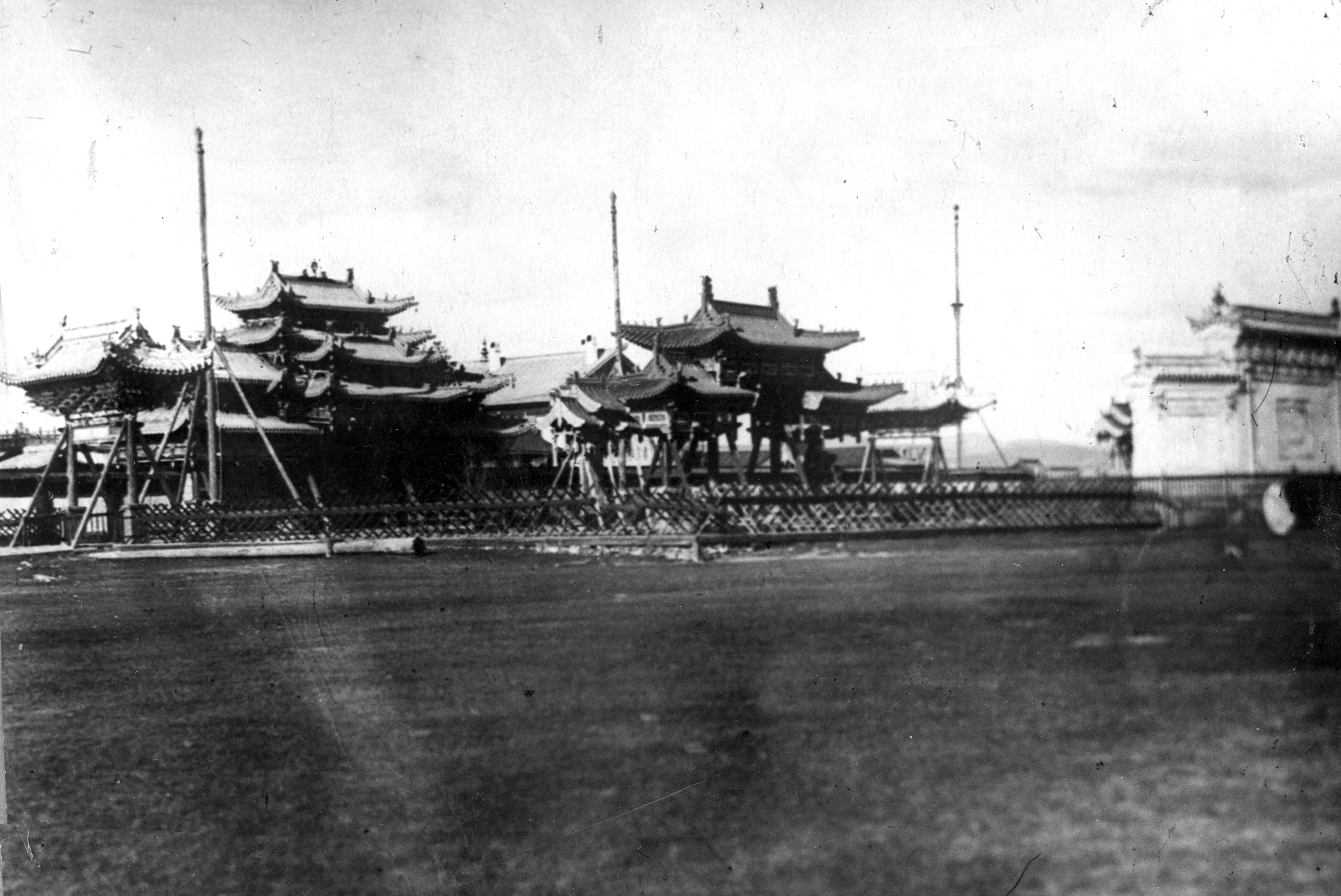
Palacio Verde en la década de 1920

En 1919, Xu Shuzheng se dirigió al Consejo de Khans de Mongolia en un discurso condescendiente. En febrero de 1920, Xu presidió una ceremonia muy humillante en la que Bogd Khan y otros líderes se vieron obligados a inclinarse ante él y ante la bandera de las Cinco Razas Bajo Una Unión. Ese acontecimiento marcó el comienzo de una resistencia activa contra el dominio chino, que se fusionó en el Partido Popular de Mongolia.
La política interna en China pronto cambió dramáticamente la situación. La invasión había causado alarma en Zhang Zuolin, el poderoso señor de la guerra de Manchuria, que estaba molesto porque un ejército tan grande se había movido tan cerca de su territorio. Se unió al coro de críticos como Cao Kun y Wu Peifu que pedían la eliminación de la camarilla de Anhui. En julio, obligaron al presidente Xu Shichang a destituir a Xu Shuzheng de su cargo. En respuesta, Xu Shuzheng movió la mayor parte de sus fuerzas para enfrentar a sus enemigos en China. Tanto él como Duan Qirui fueron derrotados en la siguiente guerra Zhili-Anhui. Eso dejó sólo a unas pocas tropas chinas en Mongolia sin su liderazgo.
La mayoría de las tropas chinas durante la ocupación eran mongoles Tsahar (Chahar) de la Mongolia Interior, lo que fue una causa importante de las tensiones entre los mongoles exteriores (Khalkhas) y los mongoles interiores. Pero la principales tensiones se dirigió a los soldados chinos que no recibían una remuneración adecuada del gobierno chino. Esto condujo a profundos saqueos y asesinatos de mongoles por parte de tropas chinas en Urga y otros lugares.
El príncipe de Tüsheet Khan Aimag, Daichin Chin Wang, apoyaba el gobierno chino, pero su hermano menor, Tsewang, apoyaba a Ungern.
Los chinos enviaron una banda de mongoles interiores de Chahar liderada por Honghuzi para luchar contra los mongoles exteriores, pero el Tushegoun Lama los mató. Tanto el ejército chino como la fuerza de Ungern contenían soldados mongoles interiores de Chahar, que participaron en el secuestro de mujeres de los mongoles exteriores, además de saquear y mutilar a los mongoles exteriores. Los saqueadores Chahars de Mongolia Interior fueron reclutados por el Alto Comisionado chino, Wu Tsin Lao, con el conocimiento de que participarían en saqueos. Los desertores, incluidos los rusos, de las fuerzas de Ungern fueron castigados o asesinados por los mongoles interiores de Chahar en el ejército de Ungern. El Ejército Rojo soviético aplastó a la unidad Chahar Mongol de las fuerzas de Ungern.

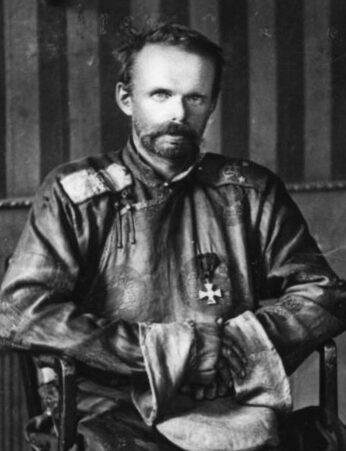
Roman von Ungern-Sternberg

En octubre, el barón ruso del Movimiento Blanco Roman von Ungern-Sternberg  entró en Mongolia desde el norte, libró muchas batallas contra la guarnición china estacionada en Urga y la capturó en febrero de 1921. Allí, derrotó a las fuerzas chinas y restableció a Bogd Khan como monarca. Casi al mismo tiempo, el MPP libró su primera batalla contra las tropas chinas. Después de la derrota del ejército chino, 2000 chinos solicitaron al Buda Viviente que se alistara en sus legiones. Fueron aceptados y formados en dos regimientos, que llevaban como insignia los antiguos dragones de plata chinos.
La reconquista de Mongolia Exterior fue asignada a Zhang Zuolin. Una expedición conjunta del MPP y el Ejército Rojo encabezada por los comandantes rojos soviéticos y Damdin Sükhbaatar derrotó a Ungern en agosto. Uno de los regimientos soviéticos contra Ungern estaba dirigido por Konstantin Konstantinovich Rokossovsky. Las tensiones que condujeron a la Primera Guerra Zhili-Fengtian y la aparente victoria de los bolcheviques en la guerra civil rusa llevaron al fin de la participación de China. Reencarnaciones, abades y lamas fueron encarcelados o ejecutados por el Partido Popular de Mongolia dirigido por los bolcheviques soviéticos. China rechazó la intervención soviética.
Semyonov, el líder cosaco de Transbaikalia, proclamó en enero de 1919 la creación de una república mongol-buriata.Junto con la élite buriata, que incluía a intelectuales, lamas y nobles, estableció un "Departamento Nacional de Buriatia" en febrero de 1919, convocado por él mismo y los japoneses. Su objetivo era unir Buriatia, Tuva, Mongolia Exterior y Mongolia Interior en un único estado mongol, discutido durante el congreso "pan-mongol" de Chita en febrero de 1919, liderado por los buriatos de Transbaikalia bajo el mando de Semyonov. Tras esta reunión, se estableció un "Gobierno Provisional". En el ejército de Semyonov, sirvieron oficiales rusos chahars y otros mongoles, formando una división interna.Esta división incluía chahars, tunguses, buriatos, tártaros, bashkires y otros.Los mongoles interiores, alrededor de 2.000 en total, fueron integrados en la "División Salvaje" de OMO, bajo el mando del general Levitskii. La caballería del Ejército Blanco de Semyonov reclutó a 1.800 buriatos, mientras que los bolcheviques también lo hicieron. En Trans-Baikalia, Semyonov fue acompañado por Kappel, quien comandaba la retaguardia de Aleksandr Vasil'evich Kolchak. Semyonov y Kolchak estaban aliados. Entre 1916 y 1919, los buriatos fueron objeto de propaganda japonesa. A la Conferencia de Paz de París asistieron representantes del "Gobierno Dauria", establecido en febrero de 1919 por iniciativa panmongol de Semyonov.
Fushenge, líder de los soldados mongoles de Bargut y Karachen (Karachin), encomendó a Ungern la tarea de entrenar a sus tropas.Durante la conferencia panmongol, Fushenge, quien era el comandante panmongol de Mongolia Interior, estaba junto a Ungern cuando se enviaron representantes a Versalles. Sin embargo, Ungern se desilusionó con el movimiento panmongol debido a la participación de los demócratas nacionales buriatos y optó por no participar en él. Bogd Khan rechazó la idea de un estado panmongol para evitar ceder poder ante los japoneses y Semenov, y también para evitar tensiones con China, lo que llevó al rechazo de una delegación de Dauria en la que participaba Fushenge.Mientras tanto, los oficiales rusos de Ungern en Dauria entrenaban a los soldados mongoles de Fushenge, así como a los soldados buriatos, aunque surgían tensiones entre los mongoles y los buriatos. Fushenge y sus tropas deseaban eliminar a los buriatos y regresar a Mongolia Interior, pero su conspiración fue descubierta. En un breve enfrentamiento, Fushenge y la mayoría de los conspiradores fueron asesinados por soldados rusos.

## Secuelas
Tras un breve período de monarquía constitucional, la República Popular de Mongolia se estableció en 1924 y duraría hasta 1992.
El ejército chino y el Ejército Rojo soviético derrotaron al resto de los rusos blancos como Kazagrandi y Suharev mientras huían y abandonaban Ungern. En junio de 1921, el ejército chino derrotó a una unidad de 350 rusos blancos, liderada por el coronel Kazagrandi, la mayoría de ellos murieron en batalla, aunque 42 quedaron prisioneros.
Se propuso que el dominio de Zhang Zuolin (las " Tres Provincias Orientales " chinas) tomara Mongolia Exterior bajo su administración por Bogda Khan y Bodo en 1922 después de que los comunistas mongoles prosoviéticos tomaran el control de Mongolia Exterior.
Para China, la ocupación condujo indirectamente a la desintegración permanente del ejército de Beiyang y a la caída del hombre fuerte Duan Qirui. Eso marcó el período de alto caudillismo, cuando los ex-oficiales de Yuan Shikai lucharon entre sí durante muchos años. Muchos guerrilleros rusos blancos se convirtieron en mercenarios en China después de la ocupación. Junto con la Intervención de Siberia, aquella fue la única expedición militar extranjera llevada a cabo por el gobierno de Beiyang. El gobierno de la República de China continuó reclamando Mongolia como parte de su territorio hasta 1946, después del referéndum de independencia de Mongolia de 1945 que votó a favor de la independencia, pero se retractó de su reconocimiento de la independencia de Mongolia en 1953 por la ayuda soviética a los comunistas en la guerra civil china.
En 2002, la República de China anunció que ahora reconocía a Mongolia como un país independiente, excluyendo a Mongolia de los mapas oficiales de la República de China y exigiendo a los ciudadanos mongoles que visitaban Taiwán que presentaran pasaportes. Se establecieron relaciones informales entre Mongolia y Taiwán a través de oficinas comerciales en Ulán Bator y Taipéi, pero sin reconocimiento diplomático formal. La política de Una China hace que Mongolia reconozca únicamente a la República Popular China. No se tomaron acciones legislativas para abordar las preocupaciones sobre los reclamos constitucionales de la República de China sobre Mongolia, ya que enmendar la Constitución de la República de China es un tema políticamente sensible con el estatus político de Taiwán.
Muchos buriatos habían servido en el ejército de Ungern y con las consiguientes persecuciones de Stalin, Mongolia se convirtió en un refugio para muchos buriatos que huían. Los soviéticos separaron a los mongoles de los pueblos tuvan y buriatia, aunque habían estado separados durante el anterior Imperio ruso y la época de la República de Urianjái. Durante el gobierno soviético, los funcionarios bolcheviques llevaron a cabo una campaña antibudista en Buriatia, ejecutando a muchos en una purga cultural y de intelectuales. Los soviéticos enfrentaron la oposición de los clérigos buriatos en su campaña antirreligiosa. Los comunistas y soviéticos mongoles equipararon el nacionalismo mongol en Transbaikalia y Buriatia con Grigory Semenov. El primer secretario del Partido Comunista de Buriatia-Mongolia, Verbanov, fue ejecutado durante la purga de Stalin. Buriatia y Tuvá son hoy parte de la Federación Rusa, y los rusos étnicos constituyen la mayor parte de la población de Buriatia desde principios del siglo XX.